# (26748) Targovnik
(26748) Targovnik est un astéroïde de la ceinture principale découvert en 2001.

## Description
(26748) Targovnik a été découvert le 23 avril 2001 à la Station Anderson Mesa, un des deux sites d'observation de observatoire Lowell (Arizona (États-Unis), par le programme Lowell Observatory Near-Earth-Object Search (LONEOS).

### Caractéristiques orbitales
L'orbite de cet astéroïde est caractérisée par un demi-grand axe de 2,27 UA, un périhélie de 2,06 UA, une excentricité de 0,09 et une inclinaison de 5,67° par rapport à l'écliptique. Du fait de ces caractéristiques, à savoir un demi-grand axe compris entre 2 et 3,2 UA et un périhélie supérieur à 1,666 UA, il est classé, selon la JPL Small-Body Database, comme objet de la ceinture principale.

### Caractéristiques physiques
(26748) Targovnik a une magnitude absolue (H) de 15,2 et un albédo estimé à 0,236.